# Bumijaya (Buay Rawan)
Bumijaya is een bestuurslaag in het regentschap Ogan Komering Ulu Selatan van de provincie Zuid-Sumatra, Indonesië. Bumijaya telt 669 inwoners (volkstelling 2010).